# Arveyres
Arveyres (okzitanisch Arvèiras) ist eine französische Gemeinde mit 2.058 Einwohnern (Stand: 1. Januar 2022) im Département Gironde in der Region Nouvelle-Aquitaine (vor 2016 Aquitanien). Sie gehört zum Arrondissement Libourne und zum Kanton Le Libournais-Fronsadais. Die Einwohner werden Arveyrois genannt.

## Geographie
Arveyres liegt etwa 26 Kilometer ostnordöstlich von Bordeaux und fünf Kilometer südwestlich von Libourne an der Dordogne, die die Gemeinde im Norden, Osten und Nordwesten begrenzt. Umgeben wird Arveyres von den Nachbargemeinden Fronsac im Norden, Libourne im Osten, Génissac im Südosten, Cadarsac und Nérigean im Süden, Saint-Germain-du-Puch im Südwesten sowie Vayres im Westen.
Durch die Gemeinde führt die Autoroute A89.

## Bevölkerungsentwicklung
| Jahr                       | 1962 | 1968 | 1975 | 1982 | 1990 | 1999 | 2011 | 2020 |
| Einwohner                  | 1605 | 1726 | 1757 | 1849 | 1819 | 1624 | 1883 | 2000 |
| Quellen: Cassini und INSEE |      |      |      |      |      |      |      |      |

## Bildung
Im Ort befindet sich das Collège Jean-Auriac, das seit 2002 eine Schulpartnerschaft mit dem Ortenburg-Gymnasium im bayerischen Oberviechtach unterhält. Zwischen den beiden Schulen findet regelmäßig ein Schüleraustausch statt.

## Sehenswürdigkeiten
- Kirche Notre-Damr
- Ruine der Komturei von Arveyres

Siehe auch: Liste der Monuments historiques in Arveyres

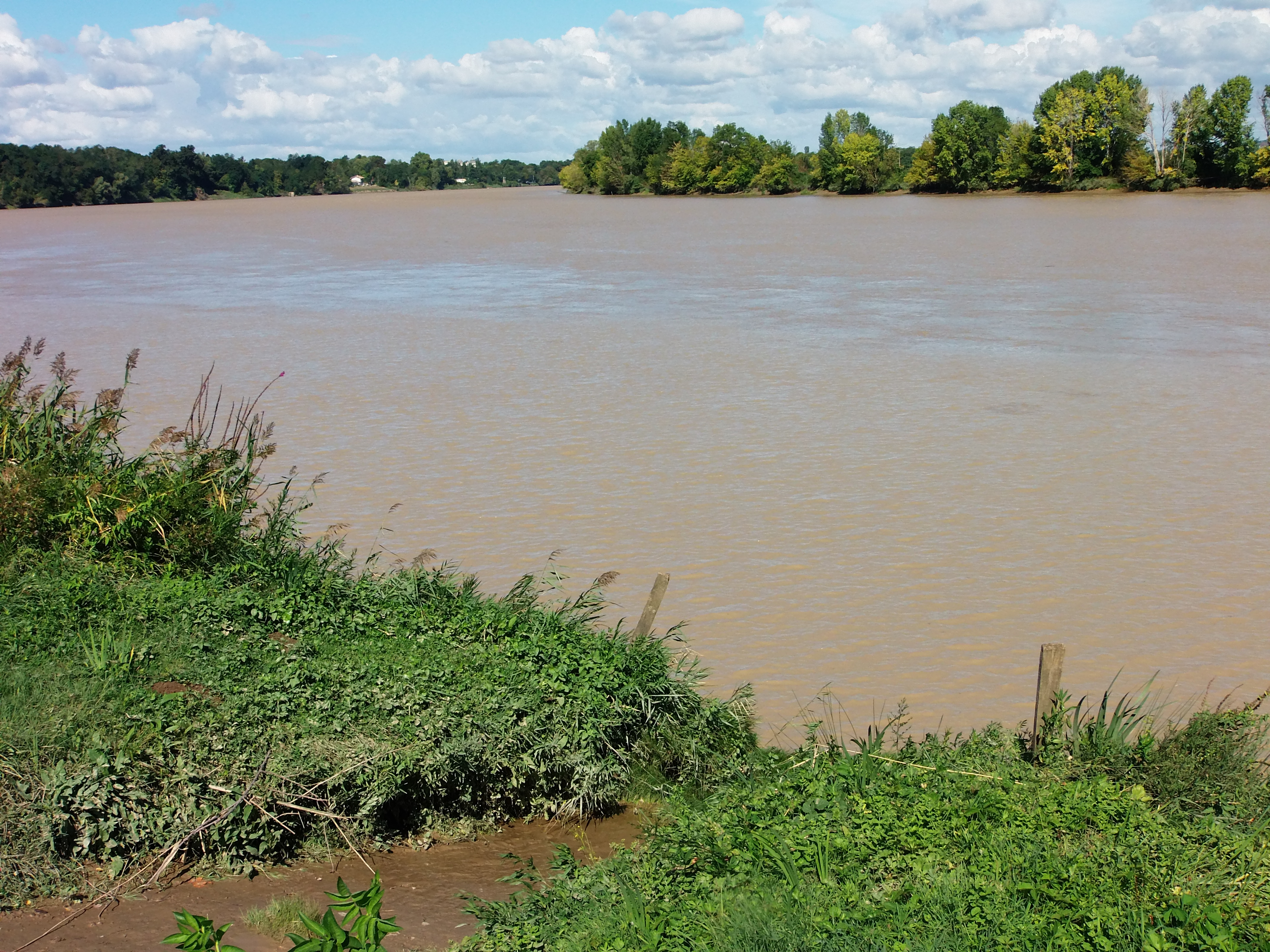
Die Dordogne in Arveyres
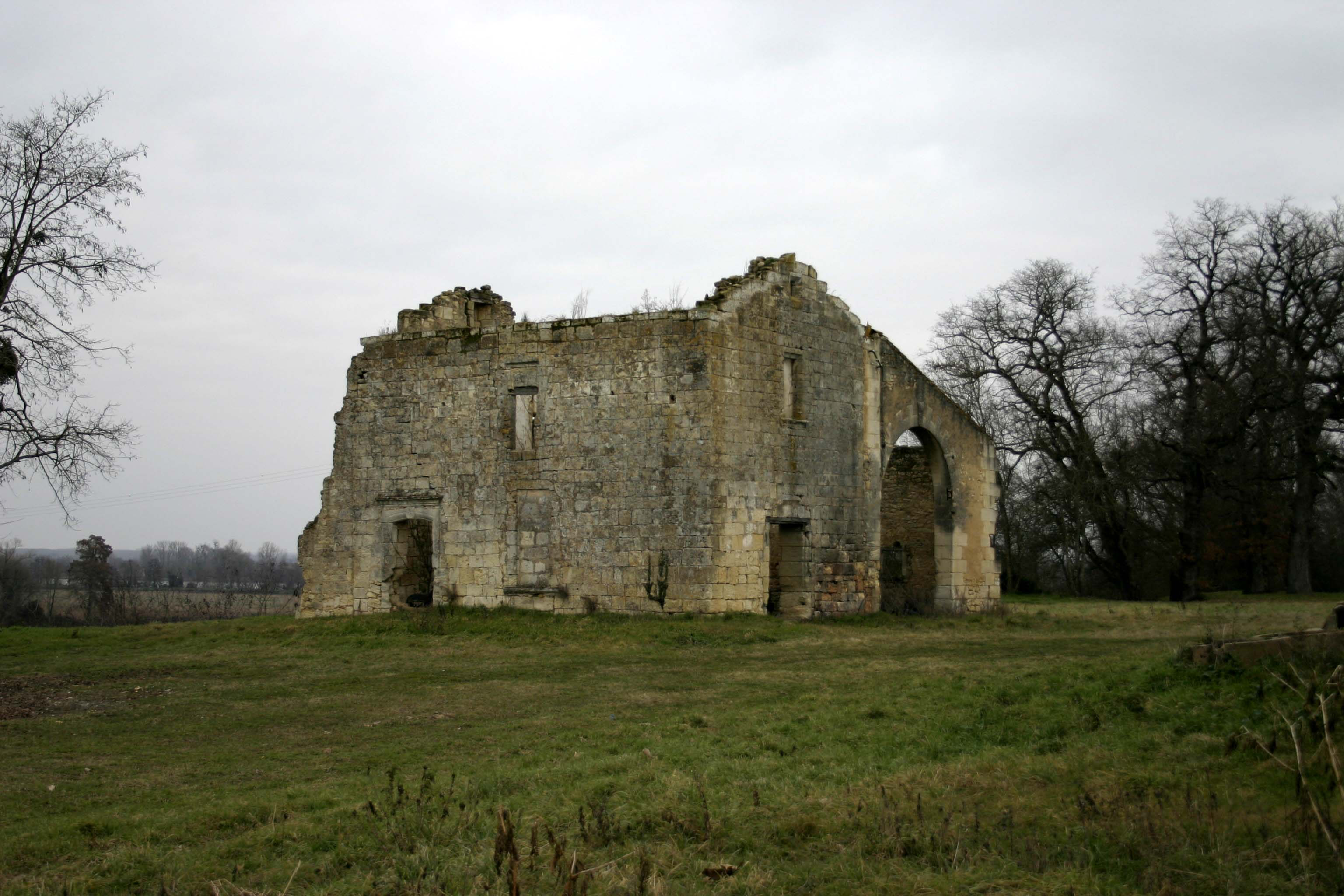
Ruine der Komturei